# Từ Cẩm Giang
Từ Cẩm Giang (chữ Hán: 徐錦江, bính âm: Xu Jin Jiang, âm Quảng Đông: Tsui Kam-Kong, tên tiếng Anh: Elvis Tsui Kam-kong, sinh ngày 13 tháng 10 năm 1961) là một nam diễn viên người Trung Quốc hoạt động tại Hồng Kông. Bắt đầu nổi tiếng với thể loại phim cấp ba hồi thập niên 1990, cho đến nay anh là một diễn viên gạo cội của điện ảnh Hồng Kông với nhiều vai diễn phụ đặc sắc, đặc biệt là những vai phản diện.

## Sự nghiệp
Từ Cẩm Giang tốt nghiệp viện nghệ thuật Quảng Châu ngành vẽ. Ông cũng là học trò của nghệ sĩ Guan Shanyue. Năm 1982, Từ Cẩm Giang đến Hồng Kông để mở rộng sự nghiệp của mình với tư cách là một nghệ sĩ, nhiếp ảnh gia, người mẫu và ca sĩ hát hộp đêm.  Năm 1977, anh đến Hồng Kông. Do có một ngoại hình khá ấn tượng với chiều cao 1m88 và gương mặt dữ dằn, anh được mời vào nhiều vai phản diện. Phim đầu tay của anh là Chiến binh Thiếu Lâm (1977), nhưng đến năm 1980, với vai phụ trong phim Thiếu Lâm đấu Võ Đang, anh mới dần được khán giả chú ý.
Năm 1987, Từ Cầm Giang gặp đạo diễn điện ảnh Johnny Mak, người đã mời anh diễn xuất trong Hương Cảng kỳ binh 2 (Long Arm of the Law II) 1987
Thể loại phim giúp anh trở thành một ngôi sao chính là phim cấp ba, với những cảnh làm tình trong các phim nổi tiếng: bộ ba phim Nhục Bồ Đoàn 1 1991, Nhục Bồ Đoàn 2: Ngọc Nữ Tâm Kinh 1996, Nhục Bồ Đoàn 3 1998, Hồng Lâu Mộng 1987, Sắc tình nam nữ 1996... Anh cùng với Thư Kỳ và Khâu Thục Trinh là những sự phối hợp ăn ý trên màn ảnh phim cấp ba thời thập niên 1990. Bên cạnh đó, anh cũng thể hiện khả năng diễn xuất đa dạng của mình với các vai như Ngao Bái trong Lộc Đỉnh ký 1992, Thần trong Anh hùng bản sắc 1994, Hòa trong Sắc tình nam nữ 1996, Ngao Bái trong Lộc Đỉnh Ký 2000, Tạ Tốn trong phim truyền hình Ỷ Thiên Đồ Long Ký 2003. Anh từng được đề cử 2 lần cho giải Nam diễn viên phụ xuất sắc nhất các năm 1994 (vai Lỗ Trí Thâm trong Thủy Hử truyện (All Men Are Brothers: Blood of the Leopard) 1993) và năm 1997 (vai Hòa trong Sắc tình nam nữ 1996)
Từ Cẩm Giang đã mạo hiểm tham gia vào ngành công nghiệp điện ảnh Trung Quốc đại lục trong thời gian gần đây và hiện đang làm việc với đạo diễn phim Vương Tinh.
Tháng 3 năm 2005 anh được mời vào vai Ngọc Hoàng đại đế trong phim Thiên ngoại phi tiên (bộ phim do cặp đôi tiên đồng ngọc nữ Hồ Ca và Lâm Y Thần vào vai nam nữ chính). Quay đến tháng 5 năm 2005, phát sóng từ tháng 1 năm 2006. Năm 2008, anh được mời vào vai Âu Dương Phong trong phim Anh hùng xạ điêu 2008 (bộ phim vẫn do cặp đôi tiên đồng ngọc nữ Hồ Ca và Lâm Y Thần vào vai nam nữ chính) và anh lại một lần nữa thể hiện vai Ngao Bái trong Lộc Đỉnh ký 2008.

## Các phim đã tham gia
- Chiến binh Thiếu Lâm 1977 (phim điện ảnh)
- Thiếu Lâm đấu Võ Đang 1980 (phim điện ảnh)
- Shaolin Prince 1982 (phim điện ảnh)
- The Lady is the Boss 1983 (phim điện ảnh)
- Võ lâm thánh hỏa lệnh 1983 (phim điện ảnh)
- Shaolin Intruders 1983 (phim điện ảnh)
- Đả lôi đài 1983 (phim điện ảnh)
- The Boxer's Omen 1983 (phim điện ảnh)
- The Enchantress 1983 (phim điện ảnh)
- Ma điện đồ long 1984 (phim điện ảnh)
- Return of the Bastard Swordsman 1984 (phim điện ảnh)
- Wits of the Brats 1984 (phim điện ảnh)
- Lust from Love of a Chinese Courtesan 1984 (phim điện ảnh)
- My Darling Genie 1984 (phim điện ảnh)
- Hồng quyền đại sư 1984 (phim điện ảnh)
- Tân phi hồ ngoại truyện 1984 (phim điện ảnh)
- The Master Strikes Back 1985 (phim điện ảnh)
- Girl with the Diamond Slipper 1985 (phim điện ảnh)
- It's a Drink! It's a Bomb! 1985 (phim điện ảnh)
- The Flying Mr. B 1985 (phim điện ảnh)
- Tạm biệt 7 ngày tình 1985 (phim điện ảnh)
- Crazy Shaolin Disciples 1985 (phim điện ảnh)
- The Man is Dangerous 1985 (phim điện ảnh)
- Chocolate Inspector 1986 (phim điện ảnh)
- Nguyên chấn hiệp dữ Vệ Tư Lý 1986 (phim điện ảnh)
- Long hổ phong vân 1987 (phim điện ảnh)
- Hương Cảng kỳ binh 2 (Long Arm of the Law II) 1987 (phim điện ảnh)
- Anh hùng hảo hán 1987 (phim điện ảnh)
- Born to Gamble 1987 (phim điện ảnh)
- Thiến nữ u hồn 1987 (phim điện ảnh)
- Hồng Lâu Mộng 1987 (phim truyền hình)
- Nguyệt lượng tinh tinh thái dương 1988 (phim điện ảnh)
- Thiên la địa võng 1988 (phim điện ảnh)
- Double Crossed 1988 (phim điện ảnh)
- Hương Cảng kỳ binh 3 (Long Arm of the Law Part 3) 1989 (phim điện ảnh)
- Hàn băng kỳ hiệp 1989, vai nhà khoa học Trung Quốc (phim điện ảnh)
- Sentenced to Hang 1989 (phim điện ảnh)
- Hương Cảng kỳ binh 4 (Long Arm of the Law Part 4: Underground Express) 1990 (phim điện ảnh)
- Bả hào 1991 (phim điện ảnh)
- Giam ngục phong vân 2 1991 (phim điện ảnh)
- Nhục Bồ Đoàn (Sex and Zen) 1991 (phim điện ảnh)
- Lộc Đỉnh ký 1992, vai Ngao Bái (phim điện ảnh)
- Tình nhân nguy hiểm 1992 (phim điện ảnh)
- Lover's Tear 1992 (phim điện ảnh)
- Tân Long Môn Khách sạn 1992, vai Thiên Hộ (phim điện ảnh)
- Lord of East China Sea 1993 (phim điện ảnh)
- Tân Lưu Tinh Hồ Điệp Kiếm 1993 (phim điện ảnh)
- Thủy Hử truyện (All Men Are Brothers: Blood of the Leopard) 1993, vai Lỗ Trí Thâm (phim điện ảnh)
- Lord of East China Sea II 1993 (phim điện ảnh)
- Tân Bích huyết kiếm (The Sword Stained with Royal Blood) 1993, vai Ôn Phương Đạt (phim điện ảnh)
- Phi Hồ ngoại truyện 1993 (phim điện ảnh)
- Anh hùng bản sắc 1994, vai Thần (phim điện ảnh)
- Thần Bài Trở Lại 1994 (phim điện ảnh)
- Thanh lâu thập nhị phòng 1994 (phim điện ảnh)
- The Three Swordsmen 1994 (phim điện ảnh)
- Lương Sơn Bá Chúc Anh Đài 1994 (phim điện ảnh)
- Fatal Obsession 1994 (phim điện ảnh)
- Tây Sở Bá Vương 1994, vai Chung Ly Muội (phim điện ảnh)
- Mãn Thanh thập đại khốc hình 1994 (phim điện ảnh)
- Quan xẩm lốc cốc 1994 (phim điện ảnh)
- Girls Unbutton 1994 (phim điện ảnh)
- Lục Chỉ Cầm Ma 1994 (phim điện ảnh)
- Wonder Seven 1994 (phim điện ảnh)
- 1941 Hong Kong on Fire 1994 (phim điện ảnh)
- Law on the Brink 1994 (phim điện ảnh)
- Give and Take 1994 (phim điện ảnh)
- Liệt Hỏa Chiến Xa 1995 (phim điện ảnh)
- Trilogy of Lust II 1995 (phim điện ảnh)
- Bách biến tinh quân 1995, vai Giáo sư Khương Tư (phim điện ảnh)
- Ten Brothers 1995 (phim điện ảnh)
- Nam Dương thập đại tà thuật 1995 (phim điện ảnh)
- 01:00 a.m. 1995 (phim điện ảnh)
- Spike Drink Gang 1995 (phim điện ảnh)
- The Meaning of Life 1995 (phim điện ảnh)
- Rồng Trung Quốc 1995 (phim điện ảnh)
- Secret Battle of the Majesty 1995, vai Niên Canh Nghiêu (phim truyền hình)
- Tân Bao Thanh Thiên 1995 (phim truyền hình)
- The Hero of Swallow 1996 (phim điện ảnh)
- Till Death Do Us Laugh 1996 (phim điện ảnh)
- Sắc tình nam nữ 1996, vai Hòa (phim điện ảnh)
- Yu Pui Tsuen III 1996 (phim điện ảnh)
- Khu Đèn Đỏ 1996 (phim điện ảnh)
- Devil's Woman 1996 (phim điện ảnh)
- Hong Kong Show Girl 1996 (phim điện ảnh)
- Dangerous Duty 1996 (phim điện ảnh)
- Another Chinese Cop 1996 (phim điện ảnh)
- Rồng Thiếu Lâm 1996 (phim điện ảnh)
- Twinkle Twinkle Lucky Star 1996 (phim điện ảnh)
- Growing Up 1996 (phim điện ảnh)
- Thần bài 3 1996 (phim điện ảnh)
- Long Hổ đường cùng 1996 (phim điện ảnh)
- Nhục Bồ Đoàn 2: Ngọc Nữ Tâm Kinh (Sex and Zen II) 1996 (phim điện ảnh)
- Bloody Friday 1996 (phim điện ảnh)
- Tôn Tử binh pháp 1996 (phim truyền hình)
- ICAC Investigators 1996 1996 (phim truyền hình)
- Chinese Midnight Express 1997 (phim điện ảnh)
- Erotic Ghost Story - Perfect Match 1997 (phim điện ảnh)
- Nhất cá tự đầu đích đản sinh 1997 (phim điện ảnh)
- Trái chín thì hái 1997 1997 (phim điện ảnh)
- 02:00 A.M. 1997 (phim điện ảnh)
- Emperor in Lust 1997 (phim điện ảnh)
- Romance of the West Chamber 1997 (phim điện ảnh)
- Midnight Zone 1997 (phim điện ảnh)
- The Hitman Chronicles: Jing Ke 1997, vai Kinh Kha (phim điện ảnh)
- The Detective of Beijing 1997 (phim truyền hình)
- A Monk at Thirty 1997, vai Lỗ Trí Thâm (phim truyền hình)
- Chinese Erotic Ghost Story 1998 (phim điện ảnh)
- Exodus from Afar 1998 (phim điện ảnh)
- Severely Rape 1998 (phim điện ảnh)
- How to Get Rich by Fung Shui? 1998 (phim điện ảnh)
- The Demon's Baby 1998 (phim điện ảnh)
- Take Five 1998 (phim điện ảnh)
- Nhục Bồ Đoàn 3 (Sex and Zen III) 1998 (phim điện ảnh)
- The Storm Riders 1998 (phim điện ảnh)
- Deadly Illusion 1998 (phim điện ảnh)
- Faces of Horror 1998 (phim điện ảnh)
- Super Energetic Man 1998 (phim điện ảnh)
- T.H.E. Professionals 1998 (phim điện ảnh)
- Sequel to the Water Margin 1998, vai Lỗ Trí Thâm (phim truyền hình)
- Hong Kong Spice Gals 1999 (phim điện ảnh)
- Indecent Woman 1999 (phim điện ảnh)
- Mysterious Story I: Please Come Back 1999 (phim điện ảnh)
- Trung Hoa Anh Hùng 1999 (phim điện ảnh)
- Nguyên thủy vũ khí 1999 (phim điện ảnh)
- Loving Girl 1999 (phim điện ảnh)
- Lawrence of Mongolia 1999 (phim điện ảnh)
- Love in Blue 1999 (phim điện ảnh)
- Bewitched 1999 (phim điện ảnh)
- Water Margin: Heroes' Sex Stories 1999, vai Lý Quỳ (phim điện ảnh)
- Wonton Love 1999 (phim điện ảnh)
- Gambler Series: Fraudulent Culture 1999 (phim điện ảnh)
- Tattooed She-Killer 1999 (phim điện ảnh)
- The Doctor in Spite of Himself 1999 (phim điện ảnh)
- Shui Hwu Legend 1999 (phim điện ảnh)
- The Wanted Convict 1999 (phim điện ảnh)
- Love & Sex in Song Dynasty 1999 (phim điện ảnh)
- Gold Rush 1999 (phim điện ảnh)
- Tân Phương Thế Ngọc - Anh hùng Thiếu Lâm 1999 (phim truyền hình)
- God of Food 1999 (phim truyền hình)
- Hong Kong Pie 2000 (phim điện ảnh)
- The Teacher Without Chalk 2000 (phim điện ảnh)
- Chinese Midnight Express II 2000 (phim điện ảnh)
- Quyết Chiến Trên Đỉnh Tử Cấm Thành 2000 (phim điện ảnh)
- The Warning Time 2000 (phim điện ảnh)
- A Gifted Scholar and a Pretty Girl 2000 (phim điện ảnh)
- Back for Your Life 2000 (phim điện ảnh)
- Lotus Lantern 2000 (phim truyền hình)
- Lộc Đỉnh Ký 2000, vai Ngao Bái (phim truyền hình)
- The Eight-Year-Old Prince 2000, vai Lương Ký (phim truyền hình)
- A Family in Hong Kong 2000 (phim truyền hình)
- Dương Quý phi 2000, vai An Lộc Sơn (phim truyền hình)
- Sinful Confessions 2001 (phim điện ảnh)
- Moods of Love 2001 (phim điện ảnh)
- Clueless 2001 (phim điện ảnh)
- Sex Medusa 2001 (phim điện ảnh)
- Jin Bohu 2001 (phim truyền hình)
- Tế Công truyền kỳ 2001 (phim truyền hình)
- Cafe Shop 2002 (phim điện ảnh)
- Starlets Sale 2002 (phim điện ảnh)
- Tuyệt Đại Song Kiều 2 2002 (phim truyền hình)
- Book and Sword, Gratitude and Revenge 2002 (phim truyền hình)
- Silver Rat 2002 (phim truyền hình)
- A Jealous Sister 2003 (phim điện ảnh)
- Tuyệt chủng thiết kim cương 2003 (phim điện ảnh)
- Ỷ Thiên Đồ Long Ký 2003, vai Tạ Tốn (phim truyền hình)
- The Price of Glory 2003 (phim truyền hình)
- The Four Detective Guards 2003 (phim truyền hình)
- Bodyguards 2004 (phim điện ảnh)
- Gun Affinity 2004 (phim điện ảnh)
- The Secret in Zhou Dynasty 2004 (phim điện ảnh)
- Oriental Express Surprises 2004 (phim truyền hình)
- Thirteen Sons of Heaven Bridge 2004 (phim truyền hình)
- Hổ tướng Tùy Đường 2004 (phim truyền hình)
- Happy Piggy 2004 (phim truyền hình)
- Assassinator Jing Ke 2004, vai Bạch Khởi (phim truyền hình)
- Hydra 2005 (phim điện ảnh)
- I Love Zhong Wuyan 2005 (phim truyền hình)
- Detective Story A.S.T. 2005 (phim truyền hình)
- Tiên kiếm kỳ hiệp 2005, vai Bái Nguyệt Giáo chủ (Thạch Kiệt Nhân) (phim truyền hình)
- Devildom 2005 (phim truyền hình)
- The Proud Twins 2005 (phim truyền hình)
- Quân Tử Hảo Cầu 2005 (phim truyền hình)
- Thiên ngoại phi tiên 2006, vai Ngọc Hoàng đại đế (phim truyền hình)
- Magical Hands 2006 (phim truyền hình)
- Magazine Gap Road 2007 (phim điện ảnh)
- Ngô Việt Tiền Vương 2007, vai Đổng Xương (phim truyền hình)
- Lộc Đỉnh ký 2008, vai Ngao Bái (phim truyền hình)
- Anh hùng xạ điêu 2008, vai Âu Dương Phong (phim truyền hình)
- Dương Quý Phi Bí Sử 2010, vai An Lộc Sơn (phim truyền hình)
- Thiến nữ u hồn 2011, vai Trưởng làng Hắc Sơn (phim điện ảnh)
- Tây du ký (2011), vai Sa Tăng (phim truyền hình)
- Give Me 5ive 2011 (phim truyền hình)
- Hán Sở truyền kỳ (2012 - 2013), vai Ngụy Báo (phim truyền hình)
- Nhất đại tông sư 2013 (phim điện ảnh)
- Tàn chiến 2013, vai Gia Luật Sở Tài (phim điện ảnh)
- Fox Fairy 2013 (phim truyền hình)
- The Bat Night 2014 (phim điện ảnh)
- Giang Nam tứ đại tài tử 2014, vai Chu Thần Hào (phim truyền hình)
- Bố Đại hòa thượng tân truyền 2014 (phim truyền hình)
- Imprisoned: Survival Guide for Rich and Prodigal 2015 (phim điện ảnh)
- The Last Emperor 2015, vai Trương Huân (phim truyền hình)

## Đề cử
| Năm  | #    | Lễ trao giải          | Hạng mục                        | Phim                                                                                             | Kết quả |
| ---- | ---- | --------------------- | ------------------------------- | ------------------------------------------------------------------------------------------------ | ------- |
| 1994 | 13th | Hong Kong Film Awards | Nam diễn viên phụ xuất sắc nhất | Thủy Hử truyện (All Men Are Brothers: Blood of the Leopard) 1993 (phim điện ảnh) Vai Lỗ Trí Thâm | Đề cử   |
| 1997 | 16th | Hong Kong Film Awards | Nam diễn viên phụ xuất sắc nhất | Sắc tình nam nữ 1996 (phim điện ảnh) Vai Hòa                                                     | Đề cử   |